# アラビアイワシャコ
アラビアイワシャコ （亜剌比亜岩鷓鴣、学名：Alectoris melanocephala）は、キジ目キジ科に分類される鳥類の一種。

## 分布
オマーン、サウジアラビア、イエメンに分布する。